# Maxime Patel
Maxime Patel (o Maximiliano Aguilar-Gonzalez), nacido en 1977, es un organista, pianista, improvisador y compositor.

## Biografía
Paralelamente a sus estudios secundarios, siguió su formación musical en los Conservatorios regionales de Lyon y Grenoble para órgano (clase de Pierre Perdigon), acompañamiento de piano (clase Marie Cécile Milan), composición (clase Christophe Maudot), contrapunto (clase de Félicien Wolff), armonía e improvisación con Françoise Levéchin y Gisèle Magnan (piano) y, fuera de los conservatorios, armonía e improvisación en órgano con Rolande Falcinelli, dirigiendo con Philippe Cambreling, formación musical con Pierre Sylvan, clavicémbalo con Martine Roche.
Maxime Patel se benefició de la enseñanza particular de Pierre Labric, organista virtuoso (primer premio en el Conservatorio de París en 1948, en la clase de Marcel Dupré), un antiguo alumno de Maurice Duruflé y Jeanne Demessieux. Pierre Labric transmitió la estética de Jeanne Demessieux a su alumno y le aconsejó sobre una interpretación de referencia. Por lo tanto, Maxime Patel es hasta el día de hoy el único organista francés que realiza en concierto (y de memoria) las obras que ha grabado en video y que se han editado en DVD de las composiciones completas para órgano de Jeanne Demessieux, 37 obras en una sesión. Ha dado recitales en Europa, Rusia y los Estados Unidos. Continúa sus conciertos de órgano y piano como solista, acompañante o músico de cámara. Maxime Patel fue el sustituto de Naji Hakim en el Gran Órgano de la Iglesia de la Trinidad en París de 1999 a 2008 y mantuvo este puesto, después de la partida de este último, hasta 2011.
En abril de 2017, la revista L'Orgue de Schott Music le otorgó el título de "Organista del Año" en Mainz.

## Obras para órgano
- Largo op.4/a (1999)
- Trois pièces op. 4/b (2000)
- Diptyque op. 5 (1998/99)
- Conte Fantastique op. 9 (1999/2000)
- Atlantis op. 10 (2000)
- Scherzo Fantastico op. 11 (2001)
- Trois Chansons de Gascogne (2003)
- L'étoile du temps - In memoriam JL. Florentz (2005)

## Obras para otros instrumentos
- Dans le désert op. 1 pour flûte (1995)
- Alecto op. 2 pour duo de saxophones (1997)
- Tormento op. 3 pour orchestre d'Harmonie (1998)
- Quatuor d'anches op. 6 (1999)
- Le vol de l'hirondelle op. 7 pour soprano et piano (1999)
- Présages op. 9 pour grand orchestre (1999/2000)
- Poème n.º 1 pour piano (2002)